# Arthur Moats
(en) Statistiques sur pro-football-reference
Arthur Moats (né le 14 mars 1988 à Havelock) est un joueur américain de football américain. Il joue actuellement avec les Steelers de Pittsburgh.

## Biographie
Moats naît à Havelock mais habite à Portsmouth en Virginie et fait ses études à la Churchland High School. Il est accepté à l'université James Madison en sciences politiques.
Il joue avec l'équipe de football américain  de l'université et obtient une place de titulaire à partir de 2008. Lors de sa dernière saison, il remporte le Buck Buchanan Award (meilleur joueur défensif de la conférence FCS). Après la saison 2009, il totalise durant sa carrière universitaire 208 tacles.
Arthur Moats est sélectionné au sixième tour du draft de la NFL de 2010 par les Bills de Buffalo au 178e choix. Bien que son poste de prédilection est defensive end, il est déplacé à outside linebacker dans la formation défensive 3-4. Lors du treizième match de la saison, les Bills affronte les Vikings du Minnesota ; Moats tacle le quarterback Brett Favre et lui aggrave sa blessure à l'épaule qui ne joue pas le prochain match. Pour sa première saison, Moats joue quinze matchs (dont quatre comme titulaire) et fait dix tacles, 2,5 sacks, une passe stoppée et un fumble récupéré.